# Karen Berg
Karen Berg (eg. Karen Else Caroline Berg), född 28 maj 1906 i Köpenhamn, död 15 november 1995 i Charlottenlund, var en dansk skådespelare. 
Berg fick sin teaterutbildning först vid Det Kongelige Teaters balettskola och därefter vid dess elevskola. Hon var sedan anställd på Det Kongelige Teater mellan 1927 och 1978. Mot slutet av sin karriär blev hon känd genom sin medverkan i den danska TV-serien Matador där hon spelade änkefru Fernando Møhge.

## Filmografi i urval
- 1946 – Oktoberroser
- 1949 – For frihed og ret (eller Grundlovsfilmen)
- 1951 – Familien Schmidt
- 1960 – Baronessen fra benzintanken
- 1963 – Dronningens vagtmester
- 1970–1977 – Huset på Christianshavn (TV-serie)
- 1978–1981 – Matador (TV-serie)

### Webbkällor
- ”Karen Berg”. Den Store Danske. http://www.denstoredanske.dk/Kunst_og_kultur/Teater/Danske_skuespillere/Karen_Berg. Läst 3 april 2011.